# Петреус, Эскиль
Э́скиль Петре́ус, устар. Эскиль Петрей (швед. Aeschillus (Eskil) Petraeus, 1593, Вермланд — 27 сентября 1657, Або (Турку)) — шведский финский богослов, филолог, преподаватель, писатель, политик. Профессор богословия в Королевской академии Або (Турку, Финляндия), дважды избирался ректором Академии. Епископ епархии Або (1652—1657).

## Биография
Был сыном викария. Образование получил в Карлстаде и Стренгнесе, затем учился в университете Уппсалы, в котором в 1619 году получил степень магистра богословия. В 1620 году поступил для продолжения обучения в Виттенбергский университет, в 1625 году — в Йенский; в 1628 году стал доктором богословия. С 1628 года преподавал богословие в соборной школе в Або, в 1633 году должен был стать викарием Карлстада, но не вступил в должность; с 1640 года был профессором богословия в университете Або, при этом в 1640/1641 и 1649/1650 учебных годах избирался ректором университета. С 1652 года был епископом епархии Або и вице-канцлером университета Або. Избирался в парламент страны в 1634, 1638, 1640, 1643, 1650, 1652 и 1655 годах. В 1628—1652 годах служил также в кафедральном соборе Або.
В 1649 году издал первую финскую грамматику «Linguae finnicae brevis institutio»; в 1642 году первым перевёл Библию на финский язык (завершив работу Эрикуса Эрики). Другие его сочинения: «Meditationes evangel. dominicar.» (1649) и «Med. epistolarum dom». В грамматике, составленной в латинском духе того времени, Петрей сообщил впервые образцы старофинского метра в виде загадок.